# Trapper Creek
Trapper Creek és una concentració de població designada pel cens dels Estats Units a l'estat d'Alaska. Segons el cens del 2000 tenia 423 habitants.

## Demografia
Segons el cens del 2000, Trapper Creek tenia 423 habitants, 182 habitatges, i 123 famílies La densitat de població era de 0,4 habitants/km².
Dels 182 habitatges en un 24,7% hi vivien nens de menys de 18 anys, en un 52,2% hi vivien parelles casades, en un 8,2% dones solteres, i en un 31,9% no eren unitats familiars. En el 28% dels habitatges hi vivien persones soles el 5,5% de les quals corresponia a persones de 65 anys o més que vivien soles. El nombre mitjà de persones vivint en cada habitatge era de 2,32 i el nombre mitjà de persones que vivien en cada família era de 2,74.
Per edats la població es repartia de la següent manera: un 22,7% tenia menys de 18 anys, un 5,2% entre 18 i 24, un 23,6% entre 25 i 44, un 39% de 45 a 60 i un 9,5% 65 anys o més.
L'edat mediana era de 44 anys. Per cada 100 dones de 18 o més anys hi havia 125,5 homes.
La renda mediana per habitatge era de 27.031 $ i la renda mediana per família de 34.250 $. Els homes tenien una renda mediana de 65.446 $ mentre que les dones 11.250 $. La renda per capita de la població era de 18.247 $. Aproximadament el 27,6% de les famílies i el 24,7% de la població estaven per davall del llindar de pobresa.

## Poblacions més properes
El següent diagrama mostra les poblacions més properes.